# Nguyễn Ngọc Ký
Nguyễn Ngọc Ký (28 tháng 6 năm 1947 – 28 tháng 9 năm 2022) là một cố nhà giáo kiêm nhà văn người Việt Nam. Từ năm lên 4 tuổi, ông bị bệnh và liệt cả hai tay, nhưng ông đã cố gắng vượt qua số phận của mình, rèn luyện đôi chân thay cho bàn tay và trở thành nhà giáo ưu tú, lập kỷ lục Việt Nam "Nhà văn Việt Nam đầu tiên viết bằng chân" và được kể với tên "Bàn chân kỳ diệu"

## Tiểu sử
Nguyễn Ngọc Ký sinh ngày 28 tháng 6 năm 1947, quê ở xã Hải Thanh, huyện Hải Hậu, tỉnh Nam Định. Năm 1951, khi lên 4 tuổi, ông bị bệnh sốt bại liệt và dẫn đến bị liệt cả hai tay. Năm 7 tuổi, ông rất muốn đến trường nhưng vì bệnh tật nên ông không thể đi học. Tuy khó khăn nhưng ông vẫn miệt mài luyện tập viết chữ bằng chân, cũng như làm việc nhà bằng chính đôi chân của mình. Theo lời ông kể lúc đi xin học: "Thế là một hôm, vì nể gia đình nên cô giáo cho tôi vào lớp học, nhưng cô không tin rằng tôi viết được".
Nhờ vào nỗ lực của bản thân, năm 1963, Ký được tỉnh Hà Nam Ninh (nay là Nam Định) cử đi dự kỳ thi học sinh giỏi toán toàn quốc, ông đạt được hạng 5 và được chủ tịch Hồ Chí Minh tặng huy hiệu Hồ Chí Minh. Từ năm 1966 đến 1970, ông học Ngữ văn tại trường Đại học Tổng hợp Hà Nội. Được cố thủ tướng Phạm Văn Đồng khuyên nhủ, ông trở về quê Hải Hậu, Nam Định làm giảng viên.
Năm 1993, ông được nhận danh hiệu "Nhà giáo ưu tú".
Từ năm 1994, ông chuyển vào sống tại quận Gò Vấp, Thành phố Hồ Chí Minh và từ đó đến năm 2005, ông được phân công nhiệm vụ dự giờ bài giảng của giáo viên cấp 2, chép lại, tổng hợp, rút kinh nghiệm, rồi đóng góp ý kiến.
Năm 2005, Trung tâm Sách Kỷ lục Việt Nam đã tặng ông danh hiệu: "Người thầy đầu tiên của Việt Nam dùng chân để viết", "Nhà văn đầu tiên dùng chân để viết".
Ngoài ra, cuộc đời và quá trình luyện viết của ông đã được Bộ Giáo dục và đào tạo Việt Nam cho vào những trang sách giáo khoa như một lời động viên, khích lệ rằng cần có ý chí nghị lực, quyết tâm cũng như hãy tin vào chính mình và một ngày nào đó bạn sẽ nhận được thành quả xứng đáng.
Ông cũng được mời đi giao lưu, giáo dục lẽ sống và bồi dưỡng lòng ham học cho nhiều thế hệ trẻ trong cả nước.
Những năm ông nghỉ hưu, căn bệnh suy thận bắt ông tuần 3 lần phải chạy thận nhân tạo. Song với nghị lực và quyết tâm phi thường, ông vẫn miệt mài đi giao lưu với học sinh, vừa tiếp khách tư vấn tâm lí qua Tổng đài 1088 và vừa sáng tác tại Thành phố Hồ Chí Minh.
Năm 2013, nhân dịp Nick Vujicic đến Việt Nam, ông là một trong 24 tấm gương "Hạt giống tâm hồn" của Việt Nam được vinh danh ở Trung tâm Hội nghị White Palace (Thành phố Hồ Chí Minh).
Ông đã được kết nạp vào Hội Nhà văn Việt Nam.

## Tác phẩm văn học
1. Hồi ký "Tôi đi học"[7]
2. Hồi ký "Tôi học đại học" (xuất bản năm 2013)[4][8]
3. Tuyển tập "Câu đố vui tâm đắc"[4]
4. Những tâm hồn trẻ thơ
5. Tâm Huyết trao đời[9][10][11][12]

## Gia đình
Người vợ đầu của Nguyễn Ngọc Ký tên là Vũ Thị Nhiễu. Họ cưới ngày 26 tháng 12 năm 1970. Hai người có với nhau 3 người con, 2 gái 1 trai.
Năm 2001, bà Vũ Thị Nhiễu mất do bị tai biến mạch máu não. Theo lời phó thác của chị ruột trước khi mất, bà Vũ Thị Đậu - khi ấy đã có chồng và có 2 con riêng - vào TP.HCM, thay chị gái trông nom anh rể.

## Qua đời
Ông qua đời vào rạng sáng ngày 28 tháng 9 năm 2022, sau thời gian chiến đấu với bệnh suy thận tại nhà riêng ở phường Phước Long B, Thủ Đức, Thành phố Hồ Chí Minh. Tang lễ của ông được tổ chức ở nhà riêng cùng ngày. Thi hài của ông được hỏa táng vào trưa ngày 29 tháng 9 năm 2022 tại Phước Lạc Viên (Dĩ An - Bình Dương), và tro cốt của ông được đưa về quê nhà Nam Định.